# Archidiocèse de Louisville
L'archidiocèse de Louisville (en latin : Archidioecesis Ludovicopolitana) est un siège métropolitain de l'Église catholique aux États-Unis regroupant 24 comtés du centre du Kentucky. En 2021, il comptait 174 330 baptisés pour 1 396 298 habitants. Il est gouverné par l'archevêque Shelton Fabre (en) depuis le 8 février 2022.

## Histoire
Le diocèse de Bardstown (en) est érigé le 8 avril 1808, par détachement de celui de Baltimore. Il et renommé le 13 février 1841 pour devenir le diocèse de Louisville. Ce dernier est érigé en archidiocèse le 10 décembre 1937.

## Diocèses
Ses diocèses suffragants sont :
- Diocèse de Covington
- Diocèse de Knoxville (en)
- Diocèse de Lexington
- Diocèse de Memphis
- Diocèse de Nashville
- Diocèse d'Owensboro (en)

## Évêques
- 8 avril 1808-7 mai 1832 : Benoît-Joseph Flaget (Bénédict Joseph Flaget), évêque de Bardstown[1].
- 25 août 1832-17 mars 1833 : Jean-Baptiste David (John Baptist Mary David), évêque de Bardstown.
- 17 mars 1833-† 11 février 1850 : Benoît-Joseph Flaget (Bénédict Joseph Flaget), pour la seconde fois évêque de Bardstown. 
  - à partir de 1841 : évêque de Louisville.
- 11 février 1850-3 mai 1864 : Martin John Spalding
- 3 mai 1864-7 juillet 1865 : siège vacant
- 7 juillet 1865-† 11 mai 1867 : Peter J. Lavialle (Peter Joseph Lavialle)
- 3 mars 1868-† 17 septembre 1909 : William McCloskey (William George McCloskey)
- 7 février 1910-26 juillet 1924 : Denis O'Donaghue
- 26 juillet 1924-10 décembre 1937 : John A. Floersh (John Alexander Floersh)

## Archevêques
- 10 décembre 1937-1er mars 1967 : John A. Floersh (John Alexander Floersh), promu archevêque.
- 1er mars 1967-29 septembre 1981 : Thomas J. McDonough (Thomas Joseph McDonough)
- 28 décembre 1981-12 juin 2007 : Thomas C. Kelly (Thomas Cajetan Kelly)
- 12 juin 2007-8 février 2022 : Joseph E. Kurtz (Joseph Edward Kurtz)
- depuis le 8 février 2022 : Shelton Fabre (en) (Shelton Joseph Fabre)

### Articles liés
- Cathédrale de l'Assomption de Louisville
- Église catholique aux États-Unis
- Liste des juridictions catholiques aux États-Unis